# Święty Paweł (film)
Święty Paweł (ang. St. Paul, wł. San Paolo) – film religijny w koprodukcji czesko-niemiecko-włoskiej na podstawie biblijnej księgi Dziejów Apostolskich, opowiadający o losach Pawła Apostoła.
Film wyreżyserował w 2000 Roger Young. Autorem scenariusza był Gareth Jones. Muzykę do obrazu skomponował Carlo Siliotto. Obraz stanowi przedostatnią część serii filmowej przedstawiającej postacie biblijne. Film został pierwszy raz zaprezentowany jako dwuodcinkowy serial telewizyjny przez włoską telewizję Raiuno 3 i 4 grudnia 2000. Pierwszego wieczoru obejrzało go 8 702 000 widzów, co stanowiło 31,35% widowni. Drugą część zobaczyło 9 472 000, co stanowiło 31,46% widowni.

## Fabuła
Szaweł z Tarsu, syn kupca handlującego namiotami, obywatel rzymski spotyka w Jerozolimie pierwszych naśladowców Jezusa. Najlepszy przyjaciel Szawła, saduceusz Ruben, który marzy o urzędzie arcykapłana w Świątyni Jerozolimskiej, czyni wszystko, by nowa sekta została stłamszona w zalążku. W obronie chrześcijan staje, cieszący się wielkim szacunkiem, uczony Gamaliel, wzywając wszystkich do roztropności. Szaweł jest świadkiem ukamienowania św. Szczepana. Wyrusza do Damaszku, by uwięzić wyznawców nowej drogi. Jednak zostaje oślepiony przez Chrystusa, nawraca się, spotyka z Ananiaszem i przyjmuje chrzest z rąk św. Barnaby. Po zmianie imienia na Paweł przyszły Apostoł Narodów trafia znowu do Jerozolimy, gdzie spotyka się ze św. Piotrem Apostołem. Od tego momentu życie Pawła nabiera tempa, odbywa podróże misyjne, odwiedzając m.in. Cypr, Ateny i Efez. Uwięziony w Palestynie, powołując się na swoje obywatelstwo rzymskie, zostaje przewieziony do stolicy cesarstwa. Spełniają się jego sny, by mówić o Chrystusie wszystkim narodom.

## Obsada
- Johannes Brandrup jako Paweł Apostoł
- Thomas Lockyer jako Ruben
- Barbora Bobulová jako Dina
- Ennio Fantastichini jako Piotr Apostoł
- G.W. Bailey jako Barnaba
- Giorgio Pasotti jako Jan Apostoł
- Franco Nero jako Gamaliel
- Daniela Poggi jako Maryja, Matka Jezusa
- Umberto Orsini jako trybun
- Christian Brendel jako Jakub Apostoł
- Giovanni Lombardo Radice jako Herod
- Ian Ricketts jako Amos
- Jack Hedley jako arcykapłan
- Massimo Sarchielli jako Ananiasz
- Riccardo Sardonè jako Szczepan